# Hôtel Métropole Monte-Carlo

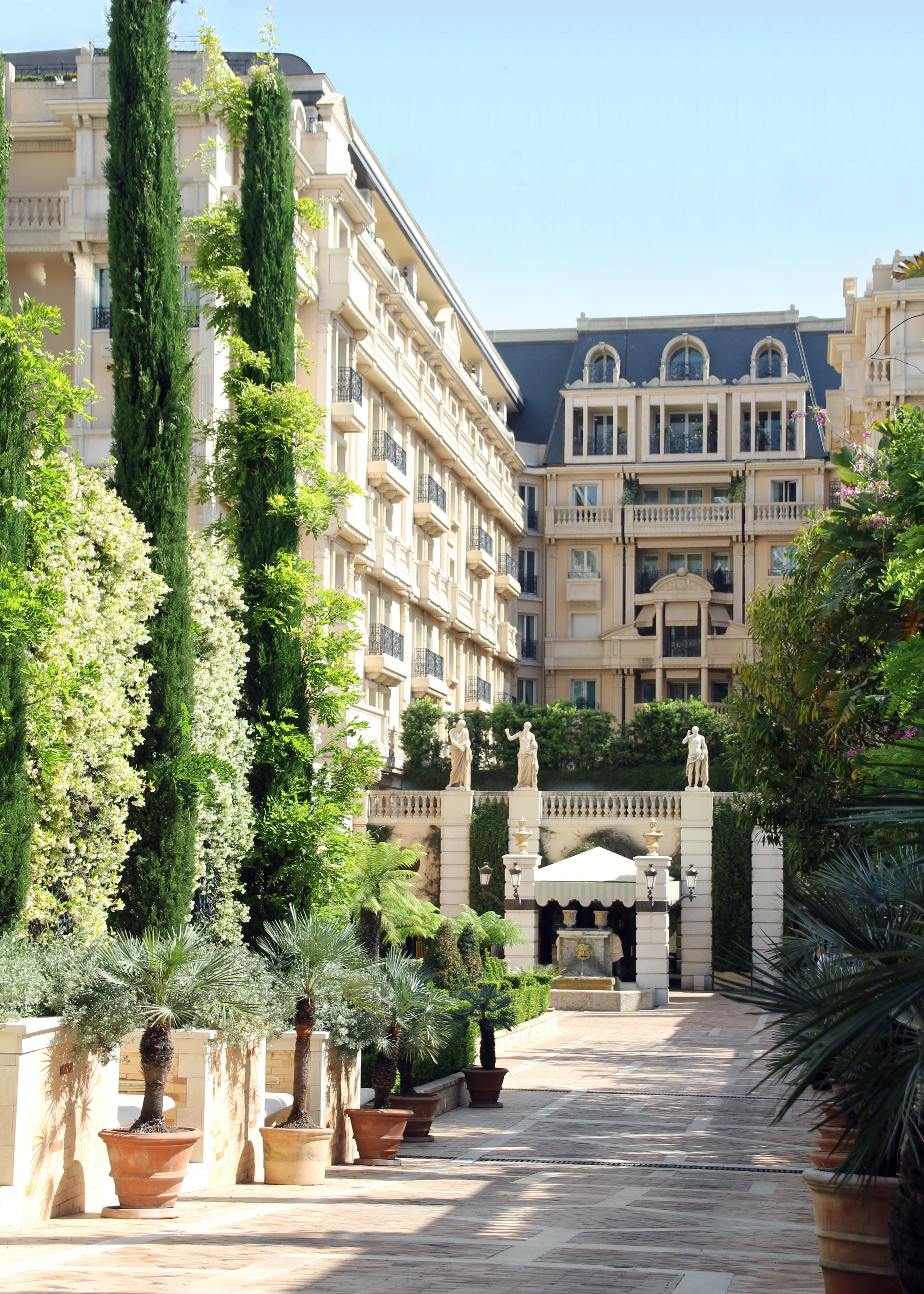
Façade de l'hôtel Métropole Monte-Carlo (2014).

Cet article concerne l'hôtel monégasque. Pour les hôtels homonymes, voir Hôtel Métropole (homonymie). Pour les autres homonymies, voir Métropole (homonymie).
L'Hôtel Métropole Monte-Carlo est un hôtel cinq étoiles situé au N°4 rue de la Madone, à Monte-Carlo, à Monaco.
Construit en 1889 par l'architecte Hans-Georg Tersling, il a longtemps appartenu au groupe britannique Grand Metropolitan. Racheté par l'homme d'affaires libanais Nabil Boustani en 1980, l'hôtel a été rénové en profondeur à deux reprises, en 1988 et en 2003. Il abrite aujourd'hui 126 chambres, parmi lesquelles 64 suites.
Le prince André de Grèce et le présentateur italo-américain Mike Bongiorno sont tous deux décédés dans l'Hôtel Métropole, le premier en 1944 et le second en 2009.